# Jean Sol
Jean Sol, nascut el 3 de juny de 1952 és un polític nord-català, membre del partit Les Républicains. Fou elegit senador del departament dels Pirineus Orientals el 24 de setembre de 2017.

## Biografia
Jean Sol ha realitzat estudis de gestió de serveis de salut. Des 2004, és director de l'atenció a l'hospital de Perpinyà (funcionari de la categoria A). Ha estat conseller municipal de Bonpàs des de 1989 i tinent d'alcalde entre 1995 i 2004. Ha estat conseller general del cantó de Perpinyà-7 de 2004 a 2015 i conseller departamental del cantó de Perpinyà-2 des de 2015.
El 24 de setembre de 2017 fou elegit senador del departament dels Pirineus Orientals en derrotar la senadora sortint Hermeline Malherbe, membre del Partit Socialista.
Va patrocinar Laurent Wauquiez pel congrés dels Republicans de 2017, votació en la qual va ser elegit president del partit.